# Giacomo Battiato
Giacomo Battiato, né à Vérone le 18 octobre 1943, est un réalisateur, scénariste et écrivain italien.

## Biographie
Il est marié à Anna Zaneva depuis 1999.

« Giacomo Battiato est l’un des réalisateurs les plus talentueux de sa génération. Organisateur culturel, il a aussi écrit des romans intéressants soit par la qualité de leur contenu que pour le style d’écriture. Il a commencé comme réalisateur à succès pour la télévision, une expérience qui lui a permis de développer ses talents à travers différentes expériences narratives avant de débouter comme réalisateur au cinéma (…) Battiato est habile dans les films de genre et capable d’exploiter les différents aspects techniques du filmmaking. Le magique, l’émerveillement visuel et la mythologie sont des éléments importants de ses films. Le profil psychologique de ses personnages ont toujours été convaincants aussi bien dans le contexte des films d’action qu'épique. (…) »

— Gian Piero Brunetta, The History of Italian Cinema: A Guide to Italian Film from Its Origins to the Twenty-First Century traduction en anglais de Jeremy Parzen, Princeton University Press, 2009, p. 272.

## Filmographie

### Comme réalisateur

#### Cinéma
- 1973 : Dentro la casa della vecchia signora
- 1978 : Il giorno dei cristalli
- 1983 : Le Choix des seigneurs (I paladini - storia d'armi e d'amori)
- 1986 : Il cugino americano (it)
- 1989 : Stradivari
- 1990 : Cellini, l'or et le sang (Una vita scellerata)
- 1996 : Le Journal de Luca (Cronaca di un amore violato)

#### Télévision
- 1976 : Il marsigliese (feuilleton TV)
- 1977 : Un delitto perbene (feuilleton TV)
- 1979 : Martin Eden (feuilleton TV)
- 1982 : Colomba (TV)
- 1997 : La piovra 8 - Lo scandalo (TV)
- 1998 : La piovra 9 - Il patto (TV)
- 2002 : Le Jeune Casanova (Il giovane Casanova) (TV)
- 2003 : Daddy (ru) (Entrusted) (TV)
- 2005 : Karol, l'homme qui devint pape (Karol, un uomo diventato papa) (TV)
- 2006 : Karol, un papa rimasto uomo  (TV)
- 2008 : Résolution 819  (TV)
- 2011 : L'Infiltré (TV)
- 2015 : Max et Hélène (TV)
- 2019 : Le Nom de la rose (TV)

### Comme scénariste

#### Cinéma
- 1978 : Il giorno dei cristalli
- 1986 : Il cugino americano (it)
- 1989 : Stradivari
- 1996 : Le Journal de Luca (Cronaca di un amore violato)

#### Télévision
- 1977 : Un delitto perbene (feuilleton TV)
- 1981 : Colomba (TV)
- 2002 : Le Jeune Casanova (Il giovane Casanova) (TV)
- 2003 : Daddy (Entrusted) (TV)
- 2005 : Karol, l'homme qui devint pape (Karol, un uomo diventato papa) (TV)
- 2011 : L'Infiltré (TV)
- 2015 : Max et Hélène (TV)
- 2019 : Le Nom de la rose (TV)

## Récompenses et distinctions
- Meilleur Film Noir au Festival de Cattolica
- Meilleur Réalisateur au Festival de  Chianciano
  - Le Marseillais (1975)
- Prix Flaiano du Meilleur Scénario
  - Colomba, adapté du roman de Prosper Mérimée (1980)
- Prix du Meilleur Film TV au 43e Festival de Venise
  - Le Cousin Américain (Blood Ties) (1985)
- Prix Ephèbe d’Or :
  - Cellini, l’or et le sang (Una vita scellerata) (1991)
- Prix de la Critique et Nymphe d’Or de la Meilleure Fiction” au Festival International de Télévision de Monte-Carlo
  - La Pieuvre (8 & 9) (1997/1998)
- FIPA d’Argent au Festival International de Biarritz
  - Le Jeune Casanova (2001/2002)
- Prix Ephèbe d’Or :
  - Karol, un homme qui devint pape (Partie 1 & 2) (2004/2005)
- Marc-Aurèle d’Or au Meilleur Film au Festival International du Cinéma de Rome
- Laurier Européen du Sénat Français
- Prix François Chalais pour la Télévision - Meilleur film / Meilleur réalisateur
- The Student’s Choice Award au Amnesty International's Movies that Matter Festival à La Haye
  - Résolution 819 (2008)
- FIPA d’Argent au Festival International de Biarritz
  - L’Infiltré (2010)